# 이성호 (1955년)
이성호(李聖浩, 1955년 ~ , 충북 충주)은 대한민국의 공무원이다. 

## 학력
- 육군사관학교 33기 학사
- 육군보병학교 졸업(1981년)
- 국방대학교 행정학사 32기(1987년)

## 경력
- 2002년 ~ 2003년: 제2군단 작전참모
- 2003년 ~ 2004년: 국방부 연구지원부장
- 2004년 ~ 2005년: 합동참모본부 전투준비태세검열차장
- 2005년 ~ 2006년: 합동참모본부 작전처장
- 2006년 ~ 2008년: 제1사단장
- 2008년 ~ 2009년: 합동참모본부 작전부장
- 2009년 ~ 2010년: 제3군단장
- 2010년 12월 ~ 2011년 5월: 합동참모본부 군사지원본부장
- 2011년 5월 ~ 2011년 11월: 국방대학교 총장
- 2012년 8월 ~ 2014년 7월: 한국가스공사 상임감사위원
- 2014년 7월 ~ 2014년 11월: 안전행정부 제2차관
- 2014년 11월 ~ 2017년 6월: 국민안전처 차관
- 대한민국 예비역 장성모임 성우회 사무총장 겸 국제전략교류협회장